# Jōkyū
Jōkyū (承久?) (承久?), también llamado Shōkyū, era un nombre de la era japonesa (年号, nengō, lit. nombre del año) después de Kempō y antes de Jōō. Este período comenzó en abril de 1219 y terminó en abril de 1222. El emperador reinante era Juntoku-tennō (順徳天皇).

## Eventos de la era Jōkyū
- 12 de febrero de 1219 (Jōkyū 1, 26º día del primer mes): El Shogun Sanetomo fue asesinado en las escaleras de Tsurugaoka Hachiman-gū en Kamakura."[3]
- 1220 (Jōkyū 2, 2º mes): El emperador visitó el Santuario Iwashimizu y los Santuarios Kamo.[4]
- 13 de mayo de 1221 (Jōkyū 3, día 20 del 4º mes): En el undécimo año del reinado de Juntoku, el emperador abdicó; y la sucesión (senso) fue recibida por el hijo mayor, que sólo tenía 4 años. Poco después, se dice que el Emperador Chūkyō accedió al trono (sokui).[5] Chūkyō fue emperador durante sólo unos meses.
- 29 de julio de 1221 (Jōkyū 3, 9º día del 7º mes): En el primer año de lo que ahora se considera que fue el reinado de Chūkyō, abdicó; y los eruditos contemporáneos luego interpretaron que la sucesión (senso) fue recibida por un nieto del ex emperador Go-Toba.[6]
- 1221 (Jōkyū 3): La guerra de Jōkyū (Jōkyū no ran) fue un intento armado del emperador Go-Toba de tomar el poder del shogunato de Kamakura. El esfuerzo no tuvo éxito.[1]
- 14 de enero de 1222 (Jōkyū 3, primer día del duodécimo mes): Se confirmó el papel del emperador Go-Horikawa como emperador (sokui).[7]

## Otros sitios web
- Biblioteca Nacional de la Dieta, "El Calendario Japonés" -- resumen histórico más imágenes ilustrativas de la colección de la biblioteca
- Galería Digital de la Biblioteca Pública de Nueva York, primera fotografía de los pasos del Santuario donde Sanetomo fue asesinado

| Jōkyū | 1º   | 2º   | 3º   | 4º |
| ----- | ---- | ---- | ---- | -- |
| 1219  | 1220 | 1221 | 1222 |    |

| Precedido por: Kempo | Era o nengō: Jōkyū | Sucedido por: Jōō |

- Datos: Q1195428